# Alejandro Scopelli
Alejandro Scopelli Casanova (* 12. Mai 1908 in La Plata, Argentinien; † 23. Oktober 1987 in Mexiko-Stadt, Mexiko) war ein argentinisch-italienischer Fußballspieler und -trainer.
Er spielte acht Jahre lang für die argentinische Nationalmannschaft, die er unter anderem bei der Weltmeisterschaft 1930 vertrat, und auch eine Partie für die italienische Fußballauswahl.

## Spielerkarriere

### Verein
Scopelli, Spitzname El conejito, begann seine Karriere als Fußballspieler bei Estudiantes de La Plata, bei denen er Teil der als legendär geltenden, Los profesores genannten Mannschaft wurde.
1933 wechselte Scopelli nach Italien, wo er in den darauffolgenden Jahren bei AS Rom und Inter Mailand spielte. Er war einer der ersten argentinischen Fußballspieler in Europa. 
1936 kehrte er nach Argentinien zurück, um für Racing Club Avellaneda anzutreten, für das der Stürmer 44 Tore in 60 Partien erzielte. Nachdem er danach bei Red Star Paris in Frankreich gespielt hatte, war er mindestens im November 1940 für den uruguayischen Erstligisten Bella Vista aktiv. Scopelli wechselte zu Beginn des Zweiten Weltkrieges ins neutrale Portugal, wo er in der Hauptstadt Lissabon bei Belenenses und Benfica spielte.
1942 kehrte Scopelli nach Südamerika zurück und schloss sich dem chilenischen Club CF Universidad de Chile an, bei dem er 1945 seine Karriere beendete.

### Nationalmannschaft
Scopelli spielte acht Jahre, von 1929 bis 1937, in der argentinischen Nationalmannschaft.
Am 17. Februar 1935 absolvierte er beim 2:1-Sieg gegen Frankreich außerdem eine Partie für die italienische Nationalmannschaft.

### Erfolge
- Vize-Weltmeister: 1930
- Südamerikameister: 1937

## Trainerkarriere
Nach Beendigung seiner Spielerkarriere wurde Scopelli Trainer. Zu seinen bekanntesten Vereinsstationen gehören Club América in Mexiko, Valencia, La Coruña und Espanyol Barcelona in Spanien sowie in Portugal Belenenses, Sporting Lissabon und der FC Porto.
Außerdem trainierte Scopelli die chilenische Fußballnationalmannschaft von November 1966 bis Ende 1967. Beim Campeonato Sudamericano 1967 führte er das Team auf den dritten Rang.

### Erfolge
Club América
- Copa México: 1964/65

 U de Chile
- Chilenischer Meister: 1967